# Macungie
Macungie est une localité du comté de Lehigh, dans l’État de Pennsylvanie.
Macungie a été fondée en 1776. Sa population était de 3 039 habitants en 2000.
On y trouve une usine de camions appartenant à Mack Trucks.